# Eckerd Tennis Open 1982
L'Eckerd Tennis Open 1982 è stato un torneo di tennis giocato sul cemento. È stata la 10ª edizione del torneo, che fa parte del WTA Tour 1982. Si è giocato a Tampa negli Stati Uniti, dall'11 al 17 ottobre 1982.

## Campionesse

### Singolare
Chris Evert-Lloyd ha battuto in finale  Andrea Jaeger con il punteggio di 3–6, 6–1, 6–4

### Doppio
Ann Kiyomura /  Paula Smith hanno battuto in finale  Mary Lou Daniels /  Wendy White con il punteggio di 6–2, 6–4